# Cecilia Martin-Löf
Hedvig Cecilia Martin-Löf, född 14 november 1974, är en svensk dirigent. Hon är director cantorum vid Odeum, Lunds universitet, och konstnärlig ledare för Lunds akademiska kör och Palaestra vokalensemble.
Martin-Löf påbörjade sina studier vid Musikhögskolan Ingesund med piano och orkesterdirigering som huvudämnen, men sökte sig på grund av sitt växande intresse för körmusik till Kungliga Musikhögskolan i Stockholm och utbildade sig där till körpedagog. Vid sidan av musiken har hon också studerat latin, italienska och lingvistik vid Stockholms universitet. 
År 2006 tog hon diplom i kördirigering vid Kungliga Musikhögskolan i Stockholm under professor Anders Eby.
Hon har lett en lång rad körer, bland annat i Uppsala domkyrka, Norrlands nations kör i Uppsala, Norrlandskören och KFUM:s kammarkör i Stockholm, samt Sveriges Ungdomskör. Från 2002 till 2007 var Martin-Löf kormästare för Gävle Symfonikör, och sedan 2007 arbetar hon som dirigent och konstnärlig ledare för Lunds akademiska kör vid Lunds universitet. Åren 2011–2012 var hon också chefsdirigent för DR Pigekoret i Danmark.

## Privatliv
Cecilia Martin-Löf är dotter till matematikern och filosofen Per Martin-Löf. Hon har haft ett förhållande med Daniel Åberg mellan 2004 och 2015, och de har även två barn tillsammans. 